# Koui
Koui (ehemals De Gaulle) ist eine Ortschaft in der Präfektur Ouham-Pendé im Nordwesten der Zentralafrikanischen Republik. Koui ist die Hauptstadt der gleichnamigen Unterpräfektur.

## Lage und Verkehr
Koui liegt nahe der Grenze zu Kamerun auf einer Höhe von etwa 1170 m im Quellgebiet eines Zuflusses des Logone Occidental, der in das Tschadbecken entwässert. Der Ort liegt inmitten des Yadé-Massiv, in dem auch der höchste Berg der Zentralafrikanischen Republik liegt.
Koui liegt abseits des Nationalstraßennetzes. Die nächstgrößere Stadt, Bocaranga, liegt 22 Kilometer östlich, Bozoum, die Hauptstadt der Präfektur Ouham-Pendé, liegt 150 Kilometer südöstlich. Bangui liegt in einer Entfernung von 532 Kilometern.

## Geschichte
Die Gegend um Koui gehörte zum Gebiet Neukamerun, das 1911 von Frankreich an Deutschland abgetreten wurde und in die deutsche Kolonie Kamerun integriert wurde. Nach dem Ersten Weltkrieg kam es zurück zu Französisch-Äquatorialafrika und gehört seit der Unabhängigkeit im Jahr 1960 zur Zentralafrikanischen Republik.
Die Stadt wurde nach dem französischen General und Staatsmann Charles de Gaulle benannt. 2016 oder 2017 wurde die Ortschaft in Koui umbenannt.

### Bürgerkrieg
Die bewaffnete Gruppe Retour, Réclamation et Réhabilitation (3R) wurde Ende 2015 in Koui gegründet, um die Fulbe-Viehzüchter vor Angriffen der Anti-Balaka, einer christlichen Rebellengruppe, zu schützen. Bald jedoch griff die Gruppe selbst Dörfer an und tötete Zivilisten aus Dörfern, in denen die Anti-Balaka präsent war. Seitdem herrschen sie über Gebiete im Nordwesten der Zentralafrikanischen Republik, darunter auch Koui. Schon zu Beginn gab es Berichte über Tötungen, Vergewaltigungen, Plünderungen und Zerstörung von Dörfern durch die 3R. Auf Menschenrechtsverletzungen der Anti-Balaka antworteten sie regelmäßig mit Vergeltungsmaßnahmen.
Am 27. September 2016 griff die 3R Koui an, um die Anti-Balaka von dort zu vertreiben; mindestens 17 Personen starben. Ende 2016 waren etwa 100 MINUSCA-Blauhelm-Soldaten in Koui stationiert.
Im Jahr 2020 wurde die 3R von den regulären Streitkräften gemeinsam mit den Truppen der MINUSCA zurückgedrängt. Als eine der letzten Hochburgen der Rebellengruppe fiel Koui Mitte August 2020. Im Dezember 2020 schlossen sich mehrere Rebellengruppen, darunter auch die 3R und die Anti-Balaka, zur Coalition des patriotes pour le changement (CPC) zusammen. Deren gemeinsames Ziel war es, die Präsidentschaftswahl in der Zentralafrikanischen Republik 2020/21 zu verhindern. Bei einem Angriff auf Koui stahlen Truppen der 3R Wahlunterlagen, sodass die dortige Bevölkerung nicht an den Wahlen teilnehmen konnte.